# Störtebekerkanal
L'Störtebekerkanal (en baix alemany Störtebekerkanaal) és un curs d'aigua de la Frísia Oriental a l'estat de Baixa Saxònia a Alemanya. Neix al nucli de Neuwesteel del municipi de Norden.
Va ser estrenat el 1991 i així es va per crear via el canal i la resclosa marítima de Greetsiel un nou accés navegable entre el Mar del nord i la ciutat de Norden, que havia perdut l'accés al mar el 1929 quan la desembocadura natural del Nordertief al Leybucht, ja força ensorrada, va ser tancada i reemplaçada per una resclosa de desguàs impassable per embarcacions. El canal és navegable per a vaixells comercials fins a 20 metres de llargada i un calat màxim de 1,50 m. La seva funció principal roman nogensmenys la navegació esportiva o turística i el desguàs dels pòlders al voltant de la ciutat de Norden. El canal porta molt llot i sediments i necessita un dragatge periòdic per mantenir-lo navegable i preservar la capacitat de desguàs.